# Clara Law
Clara Law (chinesisch 羅卓瑤 / 罗卓瑶, Pinyin Luó Zhuóyáo, Jyutping lo4 coek3 jiu4, * 29. Mai 1957 in Macau) ist eine Regisseurin, Produzentin und Autorin aus Hongkong.

## Leben
Clara Law ist 1997 im Zuge der Übernahme der Kontrolle Hongkongs durch die Volksrepublik China und der damit verbundenen Einrichtung einer Sonderverwaltungszone nach Australien übergesiedelt. Beeinflusst durch diesen gesellschaftlichen Hintergrund drehte sie in den Jahren zuvor diverse Filme, die sich mit der Migration und der Identitätskrise der Bewohner Hongkongs auseinandersetzen. Besonders erwähnenswert sind hierzu ihre Arbeiten Farewell China (1990) und Autumn Moon (1992).
Nach ihrer Übersiedlung setzte sie ihre Filmkarriere erfolgreich in Australien fort und drehte dort seither mehrere Filme, darunter unter anderen Floating Life (1996) und The Goddess of 1967 (2000), die beide mit zahlreichen Preisen in Australien und bei diversen Filmfestspielen in der ganzen Welt ausgezeichnet wurden. Ihr derzeit letzter Film ist Like a Dream aus dem Jahre 2009 und handelt von einem jungen, in Amerika geborenen Chinesen, der nach China reist, um dort seine imaginäre Liebe zu finden, sowie der Science-Fiction-Kurzfilm Red Earth (2010).

## Filmografie
Regisseurin
- 1985: They Say the Moon is Fuller Here – Kurzfilm
- 1988: The Other Half & the Other Half (Wo ai tai kong ren)
- 1989: The Reincarnation of Golden Lotus (Pan Jin Lian zhi qian shi jin sheng)
- 1990: Farewell China (Ai zai bie xiang de ji jie)
- 1991: Yes! yi zu
- 1992: Autumn Moon (Qiu yue)
- 1993: Temptation of a Monk (You Seng)
- 1994: Erotique – Abschnitt Wonton Soup
- 1994: The Great Conqueror's Concubine (Xi chu bawang) – Co-Regie
- 1996: Floating Life
- 2000: The Goddess of 1967
- 2004: Letters to Ali
- 2009: Like a Dream
- 2010: Red Earth – Kurzfilm

Autorin
- 1996: Floating Life
- 2000: The Goddess of 1967
- 2004: Letters to Ali
- 2009: Like A Dream – Drehbuch
- 2010: Red Earth

Produzentin
- 1992: Autumn Moon (Qiu yue)
- 2004: Letters to Ali

## Auszeichnungen
- 1985: Silver Plaque Award beim Chicago Film Festival für They Say the Moon is Fuller Here.
- 1990: Nominierung in den Kategorien Beste Regie und Bester Film beim Golden Horse Film Festival für Farewell China.
- 1991: Nominierung in der Kategorie Beste Regie bei den Hong Kong Film Awards und Special Jury Award beim Torino Film Festival für Farewell China.
- 1992: Goldener Leopard beim Internationalen Filmfestival von Locarno und Auszeichnung Bester Film durch die European Art Theatres Association für Autumn Moon.
- 1994: Nominierung in der Kategorie Beste Regie bei den Hong Kong Film Awards und Grand Prix beim Gréteil International Film Festival für Temptation of a Monk.
- 1996: Silberner Leopard beim Locarno International Film Festival, Nominierung für den AFI Award in der Kategorie Beste Regie und Bestes Originaldrehbuch (gemeinsam mit Eddie Ling-Ching Fong) des Australian Film Institute und Auszeichnung Beste Regie sowie Grand Prix Asturias beim Gijón International Film Festival, Spanien.
- 1997: Grand Prix beim Grétail International Women’s Film Festival, Frankreich.
- 2000: Silberner Hugo in der Kategorie Beste Regie beim Chicago Film Festival und Nominierung für den Goldenen Löwen bei den Internationalen Filmfestspielen von Venedig für The Goddess of 1967.
- 2001: Goldener Schlüssel für die Beste Regie beim Art Film Festival, Slowakei und FIPRESCI Award beim Tromsø International Film Festival, Norwegen für The Goddess of 1967.
- 2004: Nominierung in der Kategorie Beste Dokumentation (gemeinsam mit Eddie Ling-Ching Fong) bei den IF Awards für Letters to Ali.
- 2009: Nominierung in den Kategorien Beste Regie und Bestes Originaldrehbuch (gemeinsam mit Eddie Ling-Ching Fong) beim Golden Horse Film Festival für Like a Dream.

## Trivia
- Clara Law arbeitet häufig mit ihrem Ehemann Eddie Ling-Ching Fong zusammen, der üblicherweise als ihr Drehbuchautor und Produzent fungiert.